# گارا تاکاشیما
گارا تاکاشیما (انگلیسی: Gara Takashima; ۲ مارس ۱۹۵۴ – ) بازیگر، و صداپیشه اهل ژاپن بود.